# Parroquia de Saint Peter (Antigua y Barbuda)
Saint Peter es una parroquia de Antigua y Barbuda en la isla de Antigua. La capital es Parham. Las localidades en esta parroquia son Big Duers, Cacao Hall, Freemans, Vernons, Parrys, Mercers Creek y Gilberts. La parroquia tiene una población de 3622 habitantes y en ella se halla la Betty's Hope Sugar Plantation, un popular sitio histórico. 
- Datos: Q1952603
- Multimedia: Saint Peter Parish, Antigua and Barbuda / Q1952603